# Laima Zilporytė
Laima Zilporytė (Mediniai, Districte municipal de Pasvalys, 5 d'abril de 1967) va ser una ciclista lituana, que va competir amb la Unió Soviètica fins al 1990.
Del seu palmarès destaca sobretot la medalla de bronze als Jocs Olímpics de Seül en la prova de ruta, i el Campionat del món en contrarellotge per equips de 1989.
És la mare del també ciclista Ignatas Konovalovas.

## Palmarès en ruta
- 1984
  -  Campiona de la Unió Soviètica en ruta
  - Vencedora d'una etapa al Postgiro
- 1987
  -  Campiona de la Unió Soviètica en ruta
- 1988
  -  Medalla de bronze als Jocs Olímpics de Seül en Ruta
- 1989
  -  Campiona del món en contrarellotge per equips (amb Tamara Poliakova, Nadejda Kibardinà i Natalya Melekhina)
- 1990
  - Vencedora d'una etapa del Tour de la Drôme
- 1991
  - Vencedora d'una etapa als Tres dies de Vendée